# Семёнова, Ангелина Владимировна
Ангели́на Влади́мировна Семёнова (род. 25 января 1994, Москва) — российская спортсменка и общественная деятельница, мастер боевых искусств. Выступает в смешанных единоборствах, панкратионе, бразильском джиу-джитсу и боксе. С 2020 года стала известна в околоспортивной среде после ряда вызовов на бой по правилам поп-ММА некоторых знаменитостей, имеющих отношение к спорту. Чемпионка мира по панкратиону города Бобруйск. (Женщины (20-35 лет). Весовая категория: до 64 кг, 3 место.)

## Биография
С детства занималась спортивно-эстрадными танцами. С профессиональным коллективом выезжала на гастроли. Позже искала себя в плаванье и конькобежном спорте.
Получила высшее образование по специальности «Реклама и связи с общественностью», параллельно получила диплом о дополнительном образовании в Колледже при МИД РФ.
В 2019 году Семёнова подвергалась домогательствам и харассменту со стороны одного из мужчин, занимающихся в одном с ней спортивном клубе. В ноябре того же года он во время тренировки умышленно причинил ей перелом ноги. Во время лечения её неоднократно обвиняли в провоцировании такой ситуации. Агрессор не был привлечён к ответственности. Из-за травмы спортсменка пропустила чемпионат России по панкратиону.
Являлась председателем Молодёжной палаты района Кунцево и советником главы управы до 2023 года. Член партии «Единая Россия».

## Спортивная карьера
В 16 лет пришла в секцию тайского бокса при школе, но по убеждениям тренера не принимала участия в соревнованиях. После смены тренера стала активно принимать участие в турнирах по кикбоксингу в разделе К-1 и тайскому боксу. Уже в первый год выступлений стала чемпионкой Саратовской области по кикбоксингу и отобралась на чемпионат России, где получила серебряную медаль.
В 2015 году начала изучать борьбу в стиле грэпплинг, где спустя несколько месяцев выиграла Чемпионат ЦФО по версии ADCC. Затем начала принимать участие в российских и выездных турнирах по данным дисциплинам. С 2017 года также занимается бразильским джиу-джитсу.
В 2018 году принимала участие в чемпионате мира по панкратиону 2018 года в Бобруйске, где заняла третье место
В 2020 году Ангелина дебютировала в профессиональном боксе. Свой первый бой она провела 22 августа в Казани, и он завершился неудачно: спортсменка была нокаутирована на девятой секунде, что стало одним из самых быстрых нокаутов в истории женского бокса. В ноябре того же года она победила нокаутом Наталью Саву, а в декабре выиграла и бой-реванш с ней.

## Вызовы звёздам шоу-бизнеса

### Вызов Ольги Бузовой
В сентябре 2020 года российская ведущая Ольга Бузова предложила главе Федерации бокса России Умару Кремлёву идею для телевизионного реалити-шоу, в котором знаменитости будут соревноваться с профессиональными боксёрами, и выразила готовность «выйти на ринг с любым соперником». Идея была поддержана функционером.
Через несколько дней Ангелина Семёнова через Instagram вызвала Бузову на поединок по правилам бокса, призвав «не отказываться от своих слов». Заявление вызвало большой интерес в медиасфере и спортивных СМИ, в частности, отмечалось, что так называемые фрик-бои, то есть соревнования в единоборствах с участием знаменитостей, набирают популярность в России и за рубежом. В ряде источников появилась информация о том, что Ольга Бузова обладает навыками боевых искусств, поскольку практиковала айкидо. Некоторые издания обратили внимание на вероятное превосходство Семёновой в боевых умениях и оценили вызов как попытку реабилитации после неудачного дебюта в боксе. По мнению российской боксёрши Софьи Очигавы, если данный поединок состоится, то он поспособствует популярности женского бокса в России.
Спустя некоторое время директор Ольги Бузовой подтвердил, что она владеет айкидо, однако заявил, что предложение о вызове на поединок «не вызвало интереса» и что о Семёновой ему ничего не известно.

### Вызов Моргенштерну
Известный рэп-исполнитель Алишер Моргенштерн, подписав контракт с промоушеном Hardcore MMA, получил сразу приглашение на бой от Ангелины. По её словам, «мы оба красим ногти и в одной весовой категории». Моргенштерн проигнорировал вызов и в дальнейшем в боях на Hardcore не участвовал.

### Вызов Дмитрия Губерниева
Раннее Ангелина даже заступилась за свою несостоявшуюся оппонентку, когда прошёл скандальный телеэфир Ольги Бузовой и Дмитрия Губерниева. На этот раз Ангелина предложила Дмитрию Губерниеву выйти на бой против неё: «Непозволительно вести себя так, как Вы вели себя в прямом эфире с Ольгой Бузовой. Какая бы скандальная она ни была, но это провокация, и с девушками так разговаривать нельзя. Кроме того, это не профессионально. Вы пытались играть с ней на своем поле. Если вам так нравится играть с женщинами, приглашаю вас сыграть со мной, если вы, Дмитрий, действительно, мужчина. Выходите на ринг или в клетку против меня — по правилам бокса или ММА. Да, Вы больше и сильнее меня, но Вам это вряд ли поможет. Ведь силён тот, кто слабых защищает, а не обижает». На что Дмитрий Губерниев предложил Ангелине заняться академической греблей.

## Достижения

### Любительские
Региональные достижения:
- Победитель чемпионата Москвы по панкратиону;
- победитель чемпионата Москвы по кунг-фу;
- победитель Летнего Кубка Москвы по грэпплингу;
- победитель чемпионата ЦФО по грэпплингу ADCC;
- серебряный призёр чемпионата Москвы по грэпплингу UWW;
- Победитель Всероссийского Фестиваля единоборств.

Общенациональные и международные достижения:
- Серебряный призёр чемпионата России по кикбоксингу в разделе К-1;[источник не указан 1693 дня]
- Серебряный призёр Чемпионата России по грэпплингу ADCC[20]
- Серебряный призёр чемпионата Испании по грэпплингу ADCC[21]
- Серебряный призёр Кубка Мира по кикбоксингу в разделе К-1;
- Бронзовый призёр чемпионата мира по панкратиону[1].

### Профессиональные
- Смешанные единоборства: 1 ничья, 1 поражение нокаутом
- Профессиональный бокс: 2 победы нокаутом, 1 поражение нокаутом

## Личная жизнь
Разведена. Имеет дочь 2015 года рождения.
«Миссия женщины – три ребёнка? Мой бывший супруг мне также говорил, поэтому он и стал бывшим»